# ヘッズ・アップ・インターナショナル
ヘッズ・アップ・インターナショナル（Heads Up International）は、アメリカ合衆国オハイオ州クリーブランドに本社を構えるレコード・レーベル。1990年にミュージシャンでもあるデイヴ・ラヴにより創設された。メインはジャズを取り扱っているが、アフリカ音楽も手がけている（ヘッズ・アップ・アフリカ・シリーズ）。
1994年から2004年ごろにかけては、エンハンスド仕様でアルバムを発売しており、PC上でプロフィールや映像などの情報を見ることが出来る。初回版はデジパック使用のものもある。国内盤は主にポリスターより配給されていたが、現在はユニバーサル ミュージック・ジャパンが配給している。また、親会社のテラークが本国でしかプレスを許していないため、国内盤のライナーノーツは添付する形になっている。

## 沿革
- 1990年にデイヴ・ラヴにより創設された。
- 1996年にテラーク・インターナショナル・コーポレーションと合併し、子会社となる。
- 2005年にコンコード・ミュージック・グループに買収されテラークとともに傘下に入る。
- 2006年末にコンコードは米ユニバーサル・ミュージックと配給を契約する。（日本の主な国内盤はそれ以前よりユニバーサルの日本法人から配給されている）
- 2009年2月には、テラークは事業縮小を行う。3月にテラークの創始者の一人で社長のロバート・ウッズが辞任、デイヴが後任となり、ヘッズ・アップは9月にヒロシマのアルバムを出した後に一時活動を停止する。
- 2010年4月に新たに獲得したデイヴィッド・ベノワのアルバムのリリースを皮切りに活動を再開する。エグゼクティヴ・プロデューサーとしてはマーク・ウェクスラーが就任している。

## ミュージシャン
| - SMV - アコースティック・アルケミー - アール・クルー - アン・アームストロング - ジェラルド・アルブライト - イエロージャケッツ - インコグニート (Rice) - ジェラルド・ヴィーズリー - パメラ・ウィリアムス - ヴィクター・ウッテン - ミンディ・エイベア - カリビアン・ジャズ・プロジェクト - ジョイス・クーリング - スタンリー・クラーク - デイヴ・グルーシン - トニー・ゲイブル&206 - カルロス・ゲデス - リッチー・コール - ジョー・ザヴィヌル (Bird Jam) - サケショ - シトラス・サン (Rice) - ジェシー・J | - ヘンリー・ジョンソン - ダイアン・シューア - エリック・スコーティア - マイク・スターン - スパイロ・ジャイラ - エスペランサ・スパルディング - リチャード・スミス - アレクサンダー・ゾンジック - キャンディ・ダルファー - TAKE 6 - ステファン・ディッカーソン - ジョージ・デューク - パキート・デリヴェラ - トゥー・シベリアンズ - ネスター・トーレス - ナジー - アンディ・ナレル & リレイター - メイシオ・パーカー - ドク・パウエル - ジャコ・パストリアス・ビッグ・バンド - ザ・バッド・プラス | - ウォルター・ビーズリー - ピーセズ・オブ・ア・ドリーム - ヒロシマ - ボナ・ファイド - フォープレイ - フィリップ・ベイリー - デイヴィッド・ベノワ - ロベルト・ペレラ - ケニー・ブレイク - ジョー・マクブライト - ミリアム・マケバ - ヒュー・マセケラ - タージ・マハル - ザップ・ママ - オリヴァー・ムトゥクズィ - マリオン・メドゥース - ボビー・ライル - デイヴ・リーブマン - レディスミス・ブラック・マンバーゾ (Gallo) - ジェフ・ローバー・フュージョン - チャック・ローブ |